# Skwer Walentego Fojkisa w Katowicach

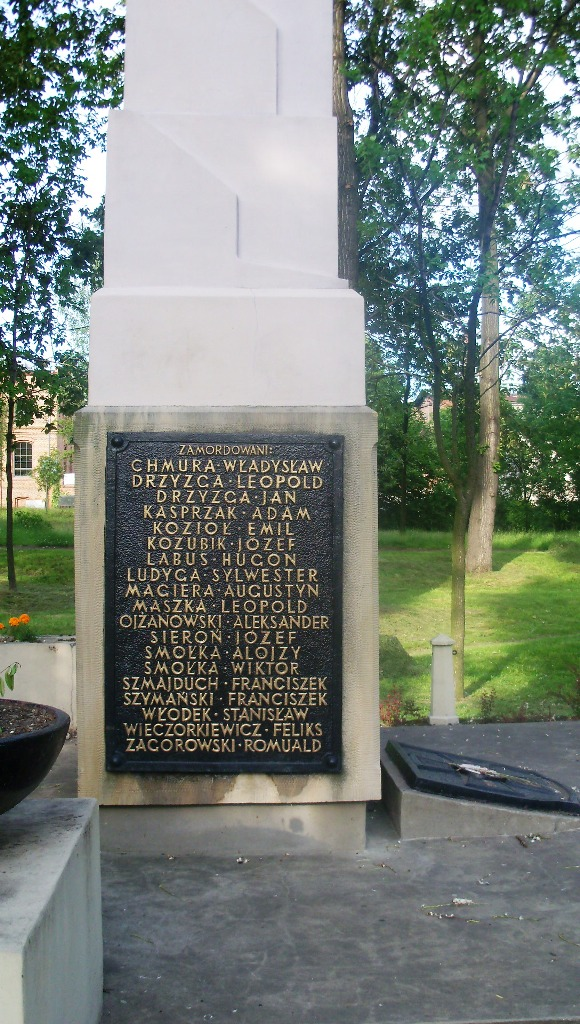
Tablica z nazwiskami poległych powstańców

Skwer Walentego Fojkisa w Katowicach – zadrzewiony plac, położony w katowickiej dzielnicy Wełnowiec-Józefowiec pomiędzy ul. Gnieźnieńską, ul. Modelarską, ul. M. Karłowicza i al. Wojciecha Korfantego.
Skwer nosi imię Walentego Fojkisa – powstańca oraz działacza narodowego i niepodległościowego na Górnym Śląsku, urodzonego w Wełnowcu. W latach 1983–2012 jako plac Walentego Fojkisa, od 2012 roku – Skwer Walentego Fojkisa.
Na placu znajduje się pomnik, upamiętniający poległych weteranów powstań śląskich 1929, 1939, 1945. Napis na tablicy pamiątkowej:
W dowód wdzięczności
Poległym − Zmarłym
Weteranom Powstań Śląskich
Cześć Ich Pamięci!

Grupa Wełnowiec
3.5.1946
15.8.1959
Na lewej stronie pomnika umieszczono tablicę z nazwiskami dziewiętnastu zamordowanych  powstańców. Ochroną zostało objęte założenie parkowe placu wraz z istniejącą zielenią wysoką, obiektami małej architektury, pomnikiem poległych, zmarłych weteranów powstań śląskich 1921, 1939, 1945 oraz obiektami budowli ochronnych.